# Gillett, Wisconsin
Gillett là một thành phố thuộc quận Oconto, tiểu bang Wisconsin, Hoa Kỳ. Năm 2000, dân số của thành phố này là 1262 người.